# Wierchniaja Inta
Wierchniaja Inta – osiedle typu miejskiego w Rosji, w Republice Komi. W 2010 roku liczyło 1106 mieszkańców.